# Dono I de Antioquia
Domnus I de Antioquia († 273) foi bispo de Antioquia entre 268 ou 270 e 273 d.C., sucessor do adocionista deposto Paulo de Samósata.

## Vida e obras
Eusébio de Cesareia nos diz em sua História Eclesiástica (VII.30) que Dono era o filho do ex-bispo de Antioquia, Demétrio de Antioquia. O seu antecessor, Paulo de Samósata, tinha sido deposto pelos outros bispos orientais em 268 por causa de sua atitude controversa em relação à cristologia, acusado de negar a natureza divina de Cristo. Eusébio também menciona a suposta arrogância de Paulo, que originalmente vivia na pobreza e agora orgulhava-se de riquezas mundanas e títulos, o que seria um contraste com o caráter exemplar de Dono. 